# Medal of Honor: Heroes 2
Medal of Honor: Heroes 2 is een videospel voor de PSP en de Wii. Het spel is ontwikkeld door EA Canada en uitgegeven door Electronic Arts.

## Verhaal
De speler neemt de rol aan van de OSS operator luitenant John Berg. Het spel heeft zeven missies en is gebaseerd op de Slag om Cherbourg.